# Le Rochereau
Le Rochereau ist eine Commune déléguée in der französischen Gemeinde Champigny en Rochereau mit 851 Einwohnern (Stand: 1. Januar 2019) im Nordwesten des Départements Vienne in Frankreich.
Die Gemeinde Le Rochereau wurde am 1. Januar 2017 mit Champigny-le-Sec zur Commune nouvelle Champigny en Rochereau zusammengeschlossen. Die Gemeinde Le Rochereau gehörte zum Arrondissement Poitiers und zum Kanton Vouneuil-sous-Biard (bis 2015: Kanton Vouillé).

## Geographie
Le Rochereau liegt etwa 20 Kilometer nordwestlich von Poitiers im Haut-Poitou.

## Bevölkerungsentwicklung
| Jahr                      | 1962 | 1968 | 1975 | 1982 | 1990 | 1999 | 2006 | 2013 |
| ------------------------- | ---- | ---- | ---- | ---- | ---- | ---- | ---- | ---- |
| Einwohner                 | 606  | 553  | 531  | 560  | 593  | 630  | 663  | 774  |
| Quelle: Cassini und INSEE |      |      |      |      |      |      |      |      |

## Sehenswürdigkeiten
- Dolmen de la Bie seit 1945 Monument historique

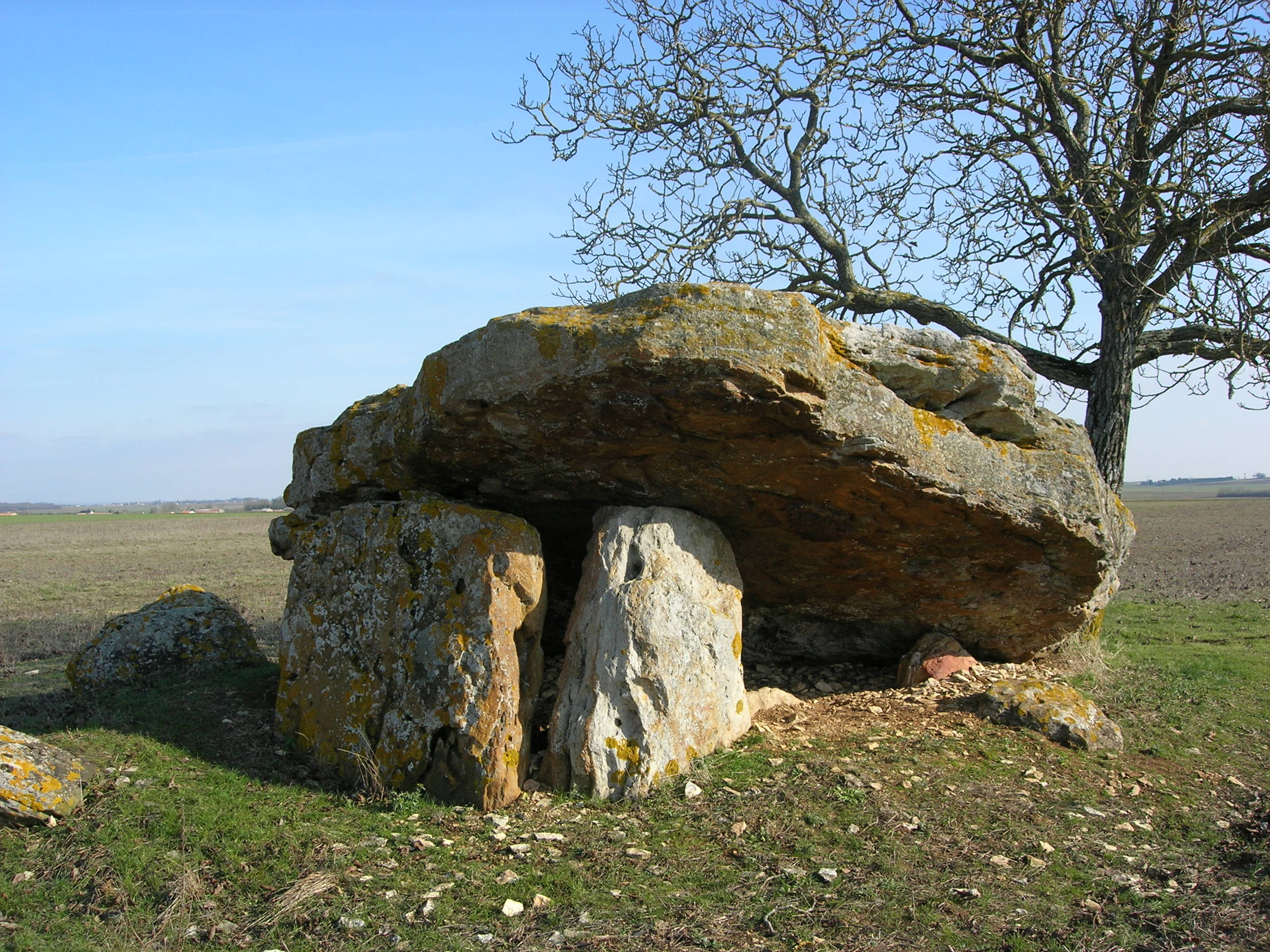
Dolmen von La Bie